# Gare de Chantonnay
Gare de Chantonnay – stacja kolejowa w Chantonnay, w departamencie Wandea, w regionie Kraj Loary, we Francji.
Jest stacją Société nationale des chemins de fer français (SNCF), obsługiwanym przez pociągi TER Pays de la Loire.

## Położenie
Znajduje się na wysokości 66 m n.p.m., na 70,188 km linii Les Sables-d'Olonne – Tours, pomiędzy stacjami Bournezeau i Pouzauges, oraz na km 24,896 linii Vouvant - Cezais – Saint-Christophe-du-Bois.